# Blatná na Ostrove

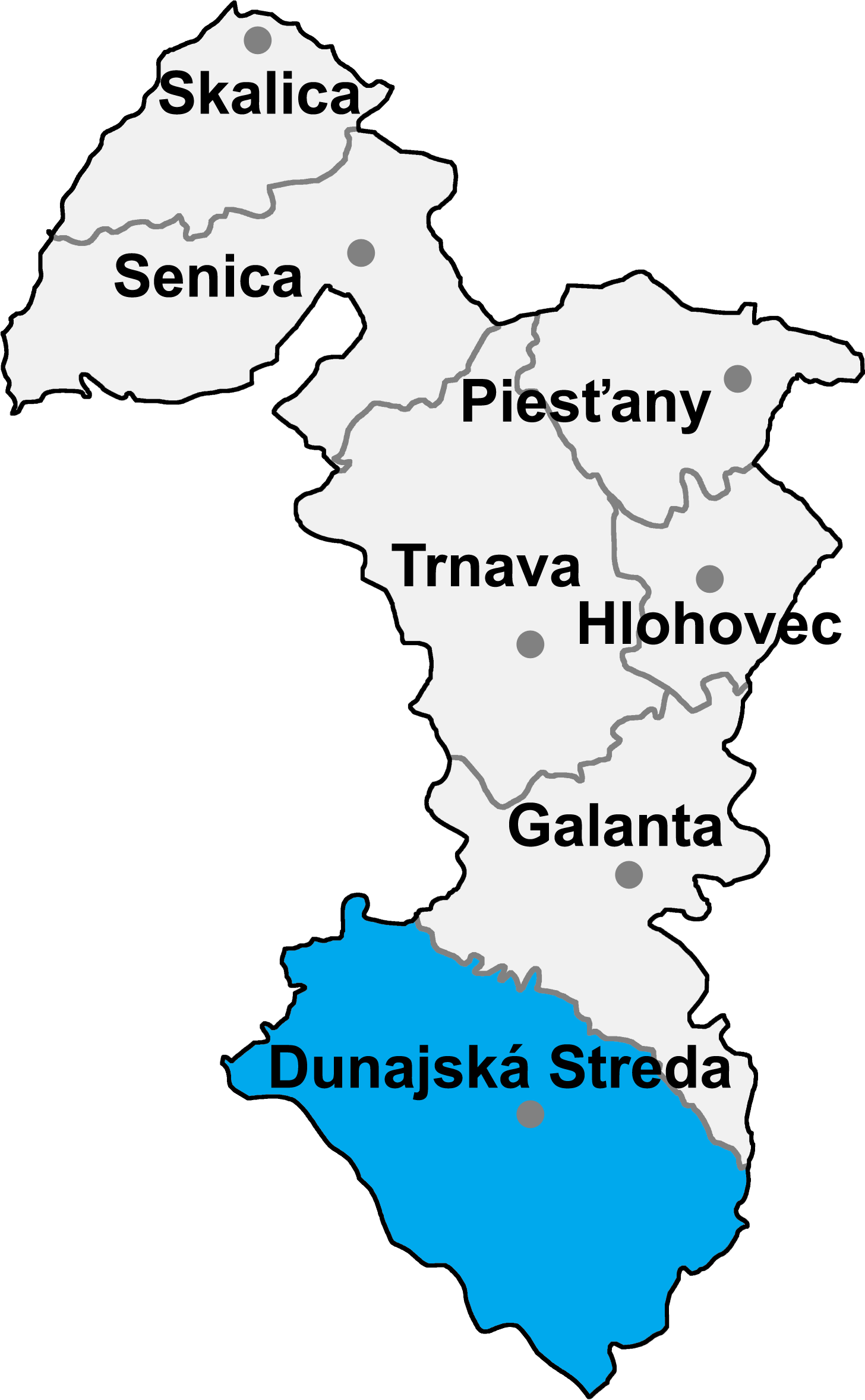
Localização de Dunajská Streda (distrito) na Trnava (região)

O Distrito eslovaco de Blatná na Ostrove é um dos sessenta e quatro municípios que formam a Distrito de Dunajská Streda, situada em Região de Trnava, Eslováquia.

## Demografia
| Ano:        | 1994 | 2004   | 2014   | 2024    |
| ----------- | ---- | ------ | ------ | ------- |
| Broj ljudi: | 792  | 828    | 854    | 994     |
| Razlika:    |      | +4,54% | +3,14% | +16,39% |

| Ano:               | 2023 | 2024   |
| ------------------ | ---- | ------ |
| Número de pessoas: | 1003 | 994    |
| Diferença:         |      | -0,89% |